# Хлотарь IV
Хлотарь IV (фр. Clotaire IV; около 685—719) — король франков с 717 года из династии Меровингов.
Имя Хлотарь (или Клотарь — Chlotarius, или Хлотохарий — Chlotacharius — то же, что впоследствии Лотарь) в переводе с франкского означает «Имеющий знаменитую армию».

## Биография
Происхождение Хлотаря IV неизвестно: по некоторым источникам он — сын Дагоберта II, по другим — Теодориха III. Хлотарь был в 717 году провозглашён королём Австразии майордомом Карлом Мартеллом, который в это время вёл борьбу с признавшей королём Хильперика II Нейстрией и нуждался в Меровинге, от имени которого он мог бы править. Хлотарь IV был жалкой тенью короля.
В 717 году Карл, вернувшись в Нейстрию с войсками для нападения на короля Хильперика II и его майордома Рагенфрида, подтвердил своё верховенство победой в битве при Венси, возле Камбре. Он преследовал бегущих короля и майордома до Парижа, после чего вернулся в Кёльн устранить другую свою противницу — Плектруду. Справившись с этим, он провозгласил Хлотаря королём Австразии против Хильперика, который поддерживал Рагенфрида, а не Карла, в качестве кандидата на должность майордома.
В 718 году, Карл снова разбил Хильперика при Суассоне. Король бежал со своим союзником, Эдом Великим, герцогом Аквитании, в его герцогство. Вскоре Эд оставил союз с Хильпериком и запросил мира. В обмен на признание себя королём всех франков, Хильперик отказался от назначения собственного майордома в пользу Карла.
Возможно, Хлотарь умер в том же 718 году. Известно, что в 719 году Хильперик был провозглашен королём всех франков, что могло означать признание его со стороны Карла вследствие смерти Хлотаря. Впрочем, возможно, что Хлотарь ещё был жив, а умер он в 719, 720, или даже в 721 году.
Возможно также, что Хлотарь был сыном (или внуком) Хильдеберта III или, может быть, даже не был Меровингом по рождению, а всего лишь удобной марионеткой, служившей тогдашним политическим целям Карла. Его царствование, если это можно так назвать, не отличалось последовательностью; впрочем, никакой реальной властью он все равно не обладал.